# Nomada flava
Nomada flava är en biart som beskrevs av Georg Wolfgang Franz Panzer 1798. Nomada flava ingår i släktet gökbin, och familjen långtungebin. Det är osäkert om arten förekommer i Sverige. Inga underarter finns listade i Catalogue of Life.
Arten förekommer i centrala Europa norrut till södra Finland, söderut till Medelhavet och österut till Uralbergen. Den saknas på Iberiska halvön. Habitatet varierar mellan gräsmarker, hedområden, buskskogar, parker, trädgårdar och våtmarker. Exemplaren lever som parasiter i boet av bland annat nyponsandbi och hagtornssandbi. Fortplantningen sker mellan mars och juli.
För beståndet är inga hot kända. Hela populationen anses vara stabil. IUCN listar arten som livskraftig (LC).

## Bildgalleri

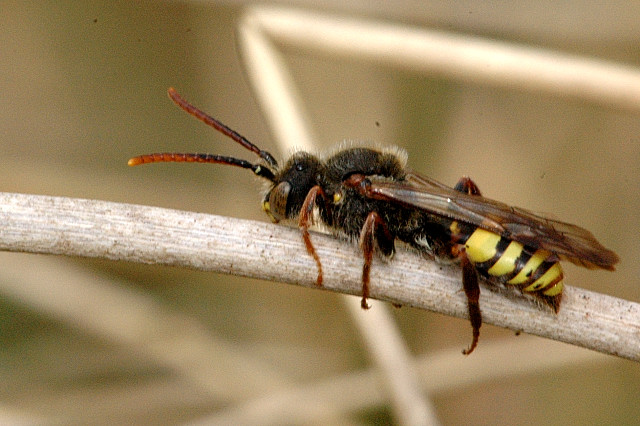